# 1685

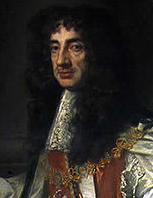
Karel II Stuart

Het jaar 1685 is het 85e jaar in de 17e eeuw volgens de christelijke jaartelling.

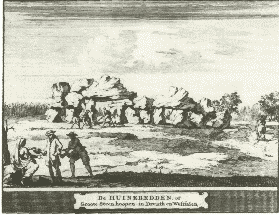
Gravure van de opgraving in Borger door Titia Brongersma (links) (1685). In: Ludolph Smids, Schatkamer der Nederlandse Oudheden (1711). Gravure van J. Schijnvoet.

## Gebeurtenissen
januari
- 17 - De Armeniër Johannes Theodat krijgt van de stad Wenen vergunning om het eerste Weense koffiehuis te openen in zijn huiskamer.

februari
- 6 - Koning Karel II van Engeland sterft aan de gevolgen van een hersenbloeding.
- 14 - De steenkoolmijn Société du Grand Conduit et du Charbornage de Houdeng wordt opgericht in Henegouwen.
- 23 - De in Spanje wonende Amsterdammer Balthasar Kooijmans verkrijgt van Spanje het asiento de negros, een handelsdeal waarbij een van tevoren afgesproken hoeveelheid slaven door het land wordt ingekocht. Na het verkrijgen van dit recht stijgen de koersen van de WIC.

maart
- maart - Invoering van de nog door ex-minister Jean-Baptiste Colbert opgestelde Code Noir, met bepalingen over de slavernij.

april
- 23 - De hertog van York wordt in Westminster Abbey gekroond tot koning Jacobus II van Engeland en Ierland.

juni
- 20 - James Scott, hertog van Monmouth, buitenechtelijke zoon van de overleden koning Karel II van Engeland, Schotland en Ierland, verklaart zich tot koning na zijn eigen leger gevormd te hebben voor de strijd tegen zijn oom James (Jacobus).
- juni - De Groningse dichter Titia Brongersma laat als eerste in de Nederlanden een hunebed opgraven en onderzoeken. Tot haar verbazing ontdekt ze, dat het hunebed bij Borger een grafmonument is.

juli
- 6 - Slag van Sedgemoor. Monmouths leger wordt verslagen en hij wordt ter dood veroordeeld.

oktober
- 18 - Lodewijk XIV van Frankrijk herroept het Edict van Nantes en verklaart het protestantisme onwettig. De Republiek, Engeland en Schotland worden overspoeld door hugenoten die Frankrijk ontvluchten.

december
- december - Het toneelstuk 'De Dood van de Graaven van Egmond en Hoorne", geschreven door de hugenoot Thomas Asselijn naar aanleiding van de herroeping van het Edict van Nantes, wordt verboden.

zonder datum
- Engeland sticht op West-Sumatra de kolonie Bencoolen ten behoeve van de peperhandel. Ter bescherming wordt fort York gebouwd.
- In de Surinaamse Jodensavanne wordt een synagoge gebouwd, die de naam Berachah VeShalom ('Zegen en vrede') krijgt.

## Muziek
- Jean-Baptiste Lully componeert het ballet Le temple de paix
- Arcangelo Corelli componeert 12 sonatas da camera, Opus 2

## Bouwkunst

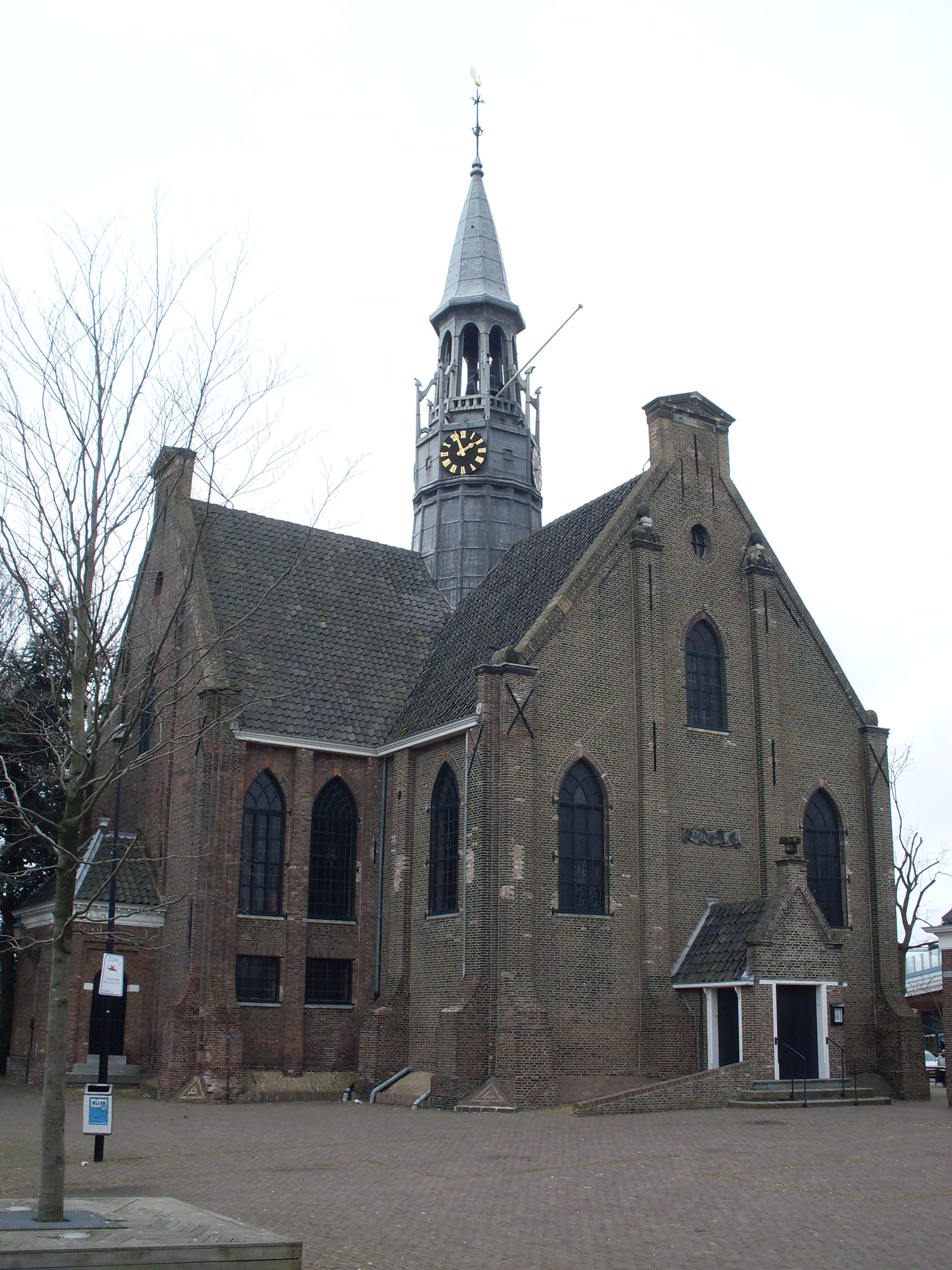
NH kerk, Koog a/d Zaan (1685)

## Geboren
februari
- 23 - Georg Friedrich Händel, Duits componist (overleden 1759)

maart
- 21 - Johann Sebastian Bach, Duits componist en organist (overleden 1750)

september
- 27 - Karel August van Nassau-Weilburg, vorst van Nassau-Weilburg (overleden 1753)

oktober
- 1 - Karel VI, Rooms-Duits keizer (overleden 1740)
- 26 - Domenico Scarlatti, Italiaans componist (overleden 1757)

## Overleden
januari
- 18 - Wentworth Dillon, Engels dichter

februari
- 6 – Karel II van Engeland (54), koning van Engeland, Schotland en Ierland
- 11 – David Teniers III (46), Vlaams schilder
- 24 – Charles Howard (55), Engels politicus en militair

maart
- 22 – Keizer Go-Sai van Japan (47)

mei
- 2 – Adriaen Hendricx (74), kunstschilder, beter bekend als Adriaen van Ostade

juli
- 15 – James Scott (36), onthoofd